# Sēngcàn
Sēngcàn (僧璨, anche: Seng-ts'an. In coreano:  승찬 Seungchan, in giapponese: Sōsan; ... – 606) è stato un monaco buddista cinese, terzo patriarca (cin. 祖 zǔ) della scuola buddista cinese Chán (禪宗) secondo un documento datato al 689 denominato "Epitaffio di Fǎrù" (法如, o Fa-ju). In questo "epitaffio", collocato nei pressi del monastero Shàolín (少林寺, Shàolín-sì), viene indicato il fondatore di questa scuole in Bodhidharma, seguito da altri cinque nomi: Huìkě (慧可, 487-593), Sēngcàn (僧璨, ?-606),  Dàoxìn (道信, 580 - 651), Hóngrěn (弘忍, 601 - 674) e Fǎrù (法如, 638-689).

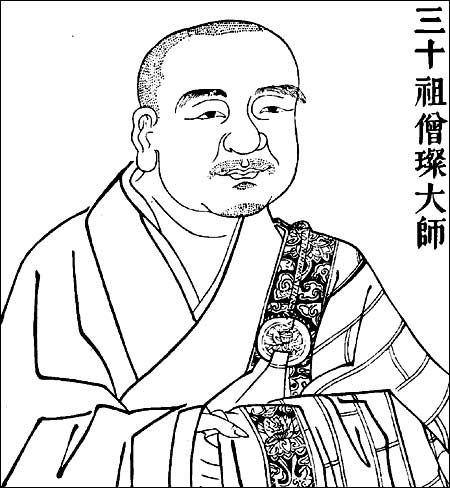
Antica immagine del III patriarca Chán, Sēngcàn (僧璨, ?-606), successore di Huìkě (慧可, 487-593). Sēngcàn era, secondo la tradizione, afflitto dalla lebbra.

Come per Bodhidharma e il suo maestro Huìkě, la vita di Sēngcàn è avvolta nella leggenda e certamente le note biografiche che lo riguardano sono ancora più oscure dei suoi predecessori.
Al riguardo nell Xùgāosēngzhuàn (續高僧傳, T.D. 2060.50.425a-707a) redatto da Dàoxuān (道宣, 596-667) viene riportato che succedette nella linea di lignaggio a Huìkě. Nel Lèngqié shīzī jì  (Memorie dei maestri e dei discepoli di Lanka, 楞伽師資記, giapp. Ryōga shiji ki, T.D. 2837.85.1283-1291) si sostiene che Sēngcàn dopo essersi rifugiato sulle montagne nel 574 scomparve senza lasciare scritti né trasmettere il lignaggio ad alcun discepolo. Mentre nello Suīshū (隋書, Libro della dinastia Sui) risulta invece che Sēngcàn avrebbe "liberato" Dàoxìn trasmettendogli il lignaggio.
Comunque sia, la tradizione posteriore narra che Sēngcàn fosse afflitto dalla lebbra e si recò da Huìkě per esserne mondato. Così il Denkō roku (伝光録) racconta il conferimento del sigillo della trasmissione (印可 yìnkě):
(Denkō roku, 伝光録.)
Conseguita l'illuminazione (悟 wù o anche 覺 jué) ricevette la trasmissione del lignaggio (戒脈 jiè mài) divenendo, dopo la morte di Huìkě, il terzo patriarca della scuola Chán.
I racconti tradizionali narrano che Sēngcàn, durante la persecuzione scatenata nel 574 dall'imperatore Wǔ (武, conosciuto anche come Yǔwén Yōng, 宇文邕, regno: 561-78) della Dinastia Zhou settentrionale (577-581, capitale: Cháng'ān), sfuggì all'esecuzione capitale fingendosi pazzo, per poi fuggire sui monti Wangong (oggi nei pressi di Yixian, provincia di Anhui),  con il suo maestro Huìkě. Mentre Huìkě raggiungeva Yedu (oggi nello Henan), Sēngcàn incontrò nel 596 il quarto patriarca Chán, Dàoxìn, nei pressi del Monte Lú, trasmettendogli il lignaggio.
La tradizione narra che Sēngcàn morì (entrò nella trasformazione, nello 遷化 qiānhuà) sui monti Wangong, seduto nella postura dello zuòchán (坐禅) sotto un albero.
A lungo è stato attribuito a Sēngcàn lo Xìnxīn míng (信心銘, giapp. Shinjin mei, Iscrizione della mente credente, T.D. 2010.48.376b20-377a11), ma oggi si ha contezza che questo testo non può essere anteriore all'VIII secolo.